# Dargin nyelvek
A dargin nyelvcsoport az északkelet-kaukázusi nyelvek egyik csoportja. Ez a nyelvcsoport több mint 60 nyelvből és nyelvjárásból áll. A dargin nyelveket 590.000 ember beszéli, főleg Oroszországban, Dagesztán déli részének a közepén. A kajtag, kubacs, icar, meweb és csirág nyelveket gyakran a darginnak a nyelvjárásának tartják.

## Osztályozás
- dargin csoport
  - dargin
    - Észak-közép csoport
      - megeb
      - gapsima (Gapshima)
      - muira
      - cudakar-uszisa-butri
        - cudakar (Tsudaqar)
        - uszisa-butri (Usisha-Butri)

      - Észak dargin
        - kadar
        - murego-gubd
        - mugi
        - felső mulebki
        - akusa
          - akusa (Aqusha)
          - levasi (Levashi)

        - urah

    - Déli csoport
      - ast-kubacsi
        - ast (Ashti)
        - kubacsi (Kubachi)

      - sanzs-icari
        - sanzs (Sanzhi)
        - icari (Itsari)

      - szanahar-csahrizsi
      - amuzg-siri
        - amuzg (Amuzgi)
        - siri (Shiri)

      - délnyugati csoport
        - tant (Tanti)
        - szirva (Sirhwa)
        - felső vurkun (Upper Vurkuni)

    - csirag
    - kajtag csoport
      - sari (Shari)
      - kajtag

## Hangtan
|                       |               | Labiális | Dentális | Dentális | Poszalveoláris | Palatális | Veláris | Uvuláris | Faringális, epiglottális | Glottális |
| --------------------- | ------------- | -------- | -------- | -------- | -------------- | --------- | ------- | -------- | ------------------------ | --------- |
| alap                  | szibiláns     | Labiális |          |          | Poszalveoláris | Palatális | Veláris | Uvuláris | Faringális, epiglottális | Glottális |
| Nazális               | Nazális       | m        | n        |          |                |           |         |          |                          |           |
| Plozivák / Affrikáták | zöngés        | b        | d        | d͡z1      | d͡ʒ1            |           | ɡ       | ɢ1       | ʡ1                       |           |
| Plozivák / Affrikáták | zöngétlen     | p        | t        | t͡s       | t͡ʃ             |           | k       | q        |                          | ʔ         |
| Plozivák / Affrikáták | hosszú        | pː2      | tː2      | t͡sː2     | t͡ʃː2           |           | kː2     | qː2      |                          |           |
| Plozivák / Affrikáták | ejektív       | pʼ       | tʼ       | t͡sʼ      | t͡ʃʼ            |           | kʼ      | qʼ       | ʡʼ2                      |           |
| Frikatívok            | zöngés        | v1       | z        |          | ʒ              |           | ɣ1      | ʁ        | ʢ                        | ɦ         |
| Frikatívok            | zöngétlen     | f1       | s        |          | ʃ              | ç1        | x       | χ        | ʜ                        |           |
| Frikatívok            | hosszú        |          | sː2      |          | ʃː2            |           | xː2     | χː2      |                          |           |
| Vibránsok             | Vibránsok     |          |          |          | r              |           |         |          |                          |           |
| Approximánsok         | Approximánsok | w        | l        |          |                | j         |         |          |                          |           |

1. Az Dargin nyelvben jelen van, de egyes nyelvjárásokban nincsen
2. Egyes nyelvjárásokban jelen van, de az irodalmi nyelvben nincsen